# Roberto Cacciapaglia
Roberto Cacciapaglia (Milano, 1953) è un compositore e pianista italiano.
Distintosi per la sua integrazione tra tradizione classica e sperimentazione elettronica, ha realizzato la colonna sonora dello show serale dell'Albero della Vita di Expo 2015 e la sua produzione conta album realizzati con le più importanti orchestre internazionali: Royal Philharmonic Orchestra, Teatro alla Scala Academy Orchestra, Moscow Imperial Orchestra, Dubai Philharmonic Orchestra, etc. È stato in concerto alla Carnegie Hall di New York (2019), alla Cadogan Hall di Londra (2023) e nei più prestigiosi teatri di Italia, Russia, Cina e Turchia. Negli anni '80/'90 le sue musiche sono state utilizzate da importanti marchi italiani e internazionali come colonna sonora e ha prodotto artisti italiani di spicco.

## Biografia

### Studi e primi anni di carriera
Si diploma in composizione presso il Conservatorio Giuseppe Verdi della sua città sotto la guida di Bruno Bettinelli, dove studia anche direzione d'orchestra e musica elettronica. In quegli anni lavora allo studio di Fonologia della Rai e collabora con il CNR di Pisa, studiando le applicazioni del computer in campo musicale. È da inserire in questa ricerca, la sua collaborazione con Franco Battiato, nel tour per il disco Pollution.

### Il periodo tedesco
Intorno al 1974 entra in contatto con Rolf Ulrich Kaiser (dell'etichetta tedesca Ohr, allora specializzata soprattutto nella produzione e diffusione di artisti impegnati in ricerche sulla musica cosmica), il quale pubblicherà il suo primo disco dal titolo Sonanze. Da questo primo lavoro traspare la volontà di sperimentare con strumenti della musica elettronica del tempo come tastiere e sintetizzatori, unendoli ad un impianto di matrice colta e sinfonica contemporanea.
Sonanze è il primo LP quadrifonico pubblicato in Italia. Con questo lavoro entra in contatto con gruppi musicali tedeschi come: Popol Vuh, coi quali si esibisce in concerto, Tangerine Dream e Wallenstein. Dopo quattro anni realizza Sei note in logica (1978), partitura per voci, orchestra e computer, che rappresenta una svolta e un’esplorazione della sfera minimalista.

### Anni ottanta e novanta
Nel 1983 collabora con la cantautrice Giuni Russo, per la quale arrangia l'intero album Vox, e firmando, tra l'altro, il brano "Le grandi colpe", per la musica su testo di Giada di Villahermosa, arrangia e realizza anche l'album di Ivan Cattaneo "Bandiera Gialla".
Nel 1986 è pubblicata da Ricordi, l'opera in due atti Generazioni del cielo, rappresentata in prima assoluta al Teatro Metastasio di Prato e, in seguito, al Teatro Lingotto di Torino. Dello stesso anno è Lamentazioni di Geremia, commissionata dal Festival Internazionale di Tel Aviv.
Nel 1988 esegue inoltre, al Festival Aterforum di Ferrara, In C con Terry Riley, brano manifesto del minimalismo in musica, la cui registrazione è di recente pubblicazione in Russia insieme all'inedito Transarmonica (1988). Di quegli anni sono Aurea carmina (1988), su commissione dell'Accademia Nazionale di Santa Cecilia di Roma, Il segreto dell'Alba (1989), balletto-pantomima commissionata dal Teatro Comunale di Bologna, “Un giorno X” (1990), opera video rappresentata al Conservatorio di Milano con la partecipazione di Gianna Nannini e l'Orchestra dei Pomeriggi Musicali, e la fiaba musicale Le mille e una notte (1991), rappresentata al Festival di Berlino “Berliner Festspiele” e successivamente al Festival di Spoleto.
Attraverso la sperimentazione a tutto tondo, realizza gli album “Angelus Rock” (1992) e "Tra cielo e Terra" (1996).

### Il successo degli anni 2000
Distinguendosi nell'ambito della musica neoclassica, con contaminazioni classicheggianti e nella direzione di una musica senza confini che si esprime attraverso un contatto emozionale profondo, escono alcuni dei suoi album più di successo popolare, i cui brani vengono spesso usati come colonne sonore in molti spot pubblicitari di grande consenso.

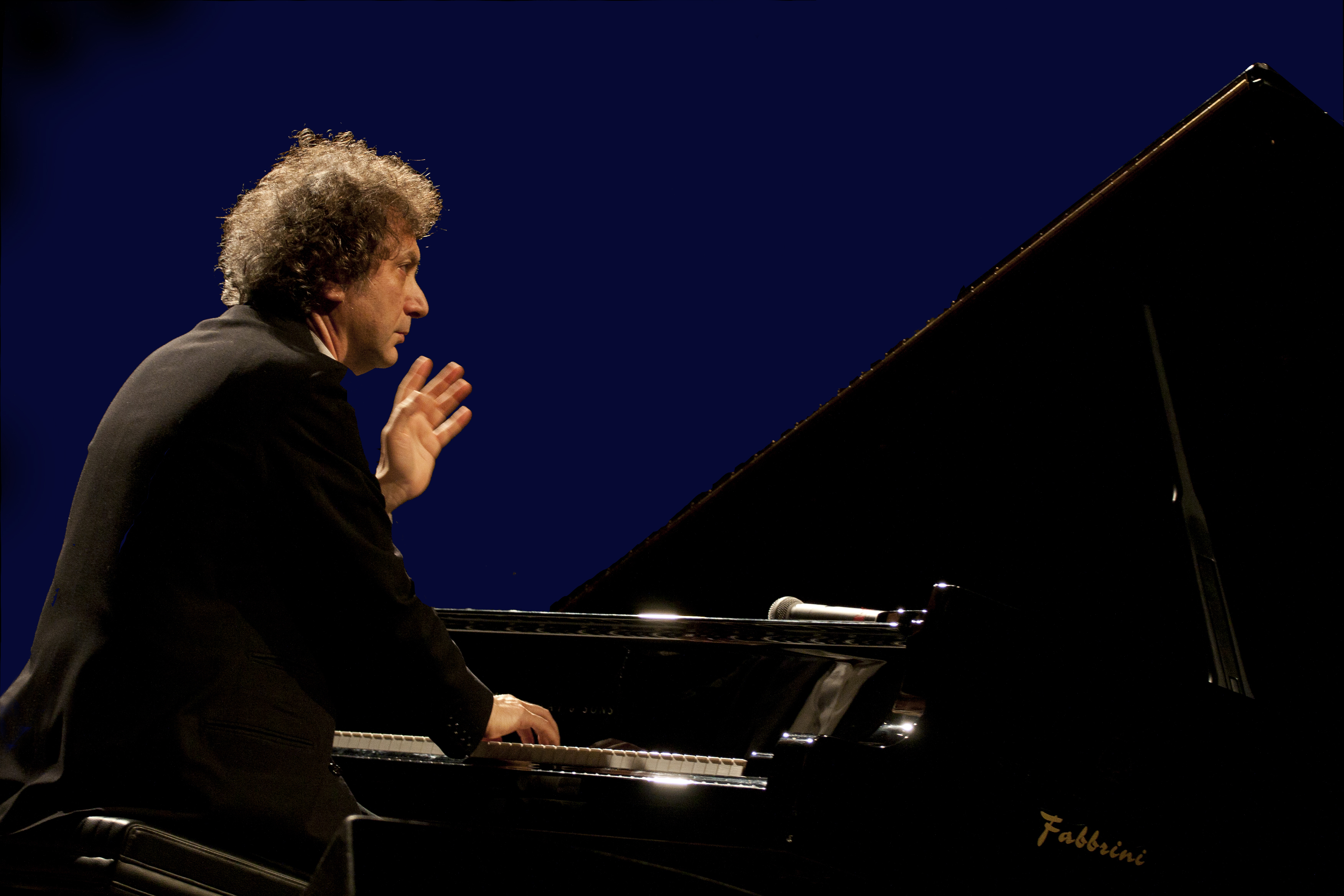
Roberto Cacciapaglia nel 2010

Dapprima escono, all'inizio degli anni 2000, i seguenti album: "Arcana" (2001), "Tempus fugit" (del 2003; "Lux libera nos" è la colonna sonora per lo spot del Fernet Branca) e "Incontri con l'anima" (del 2005, tra cui spicca la celeberrima "How long" usata negli spot dell'acqua Levissima, ma anche "Atlantico" usata per Illy Caffè e "Sarabanda" per la Barilla).
Dal lungo sodalizio artistico intrapreso con la Royal Philharmonic Orchestra, poi, prendono vita altri suoi lavori di altrettanto enorme successo, come: Quarto tempo (2007, con "Olimpica" usata per la Banca Antonveneta, "Seconda navigazione" per lo spumante Asti e "Floating" per Divani&Divani Natuzzi); Canone degli spazi (2009, con "Wild side" usata per lo spot dell'Acquario di Genova); Ten Directions - Il lancio del pensiero (2010, che contiene la ritmata "Times", oltre a un brano degli anni '80: "Double vision", usato nel 1988 per lo spot della Fiat Uno).
In generale Roberto Cacciapaglia, sin dagli anni settanta/ottanta, periodo in cui era studente in Conservatorio, ha composto per lo Studio Glance molte musiche per la pubblicità. Secondo i brani depositati alla SIAE dal musicista ci sarebbero quelli scritti per la Recoaro (Acqua Brillante, Aranciatissima), Rocchetta, Air Canada, Alpitour, Antica Gelateria del Corso, Aprilia, Assarredo, Autobianchi (Autobianchi Y 10), Rai, Banca Antonveneta, Banco Ambrosiano Veneto, Barilla (Pasta Barilla), Galbani (Bel Paese), Henkel (Bio Presto, Dixan), Wührer, Vicenzi (Biscotti Vicenzi), Boario, Roberto Botticelli, Braun (Ferro da Stiro, Sveglia Reflex Control), Umberto Romagnoli, Malerba (Calze Malerba), Campari (Campari Soda), Cisalfa, Citroën (Citroën AX 11 VIP Style, Citroën BX TD, Citroën ZX), Colmar, ING Direct (Conto Arancio), RCS MediaGroup (Corriere della Sera), Saiwa (Premium Saiwa), Star (Dado Star), Fratelli Fabbri Editori (Mille Idee in Cucina), Edizioni San Paolo (Famiglia Cristiana), Ferrarelle, FIAT (Fiat Uno Turbo, Fiat Ritmo, Fiat Uno, Lancia Dedra), Allianz (Genialloyd), Geotelekom, Gio'Style, Hotpoint, Illycaffè, Coswell (Istituto Erboristico L'Angelica), Mars (Kitekat Talking Cats), Lacoste.

### Anni 2010
Alphabet, registrato in Sala Verdi del Conservatorio di Milano e pubblicato il 28 Gennaio 2014 da Decca Records – Universal Music, è presentato in concerto nella Sala delle 8 Colonne del “Palazzo Reale” di Milano.
Tree of Life contiene la “Tree of Life Suite”, composta per il night show dell’Albero della Vita – EXPO 2015. Pubblicato il 26 maggio 2015 da Believe Digital, è stata eseguita in concerto con l’Orchestra dell’Accademia Teatro alla Scala presso l'Open Air Theatre, per la celebrazione di EXPO 2015.
Atlas, pubblicato il 25 novembre 2016 da Believe Digital, contiene 28 tracce tra cui due brani inediti, “Reverse” e “Mirabilis”, e l'omaggio alla memoria di David Bowie, una versione strumentale di “Starman”.
Il 22 aprile del 2017 Roberto Cacciapaglia apre con un concerto in Piazza del Popolo a Roma, l'Earth Day 2017, giornata mondiale per la salvaguardia del pianeta.
Nel 2018 esce "Quarto tempo – 10th Anniversary Edition", versione deluxe dell'album "Quarto Tempo" è un doppio album che, oltre ai 12 brani originali, conterrà le interpretazioni per pianoforte solo di tutti i brani e una versione inedita de “Il Ragazzo che Sognava Aeroplani”. Il nuovo lavoro viene portato per il mondo col "Celebration Tour 2018".
Sempre nel 2018 esce la prima biografia autorizzata di, Roberto Cacciapaglia. Atlante del Quarto Tempo. Una biografia in musica, scritta da Jacopo Caneva (1998), che ripercorre il suo percorso artistico, musicale e spirituale.
Il 18 gennaio 2019 esce "Diapason", registrato con la Royal Philharmonic Orchestra e portato in tour in Italia e nel mondo.
"Days of Experience" (2020) è il primo singolo del suo nuovo progetto discografico, composto durante il tempo del covid e rappresentato al Teatro Bibiena, Mantova.
"Angel Falls" (2021) è il secondo singolo pubblicato l’8 ottobre e presentato su Scala Radio in UK. È stato portato dal vivo in concerto nel suo debutto a Londra – Cadogan Hall il 9 novembre 2021, subito dopo il suo concerto al Conservatorio di Milano del 5 novembre 2021.

### Sguardo generale alla carriera
Cacciapaglia ha presentato le proprie composizioni in teatri prestigiosi e per importanti istituzioni sia in Italia che all'estero, fra cui: Teatro Comunale di Bologna, Conservatorio di Milano, Accademia Nazionale di Santa Cecilia in Roma, Berliner Festspiele di Berlino, Festival Internazionale di Tel Aviv, Festival di Campinas in Brasile, Passatge de la Pau a Barcellona, Festival di Spoleto, Lingotto a Torino, Duomo di Milano, Teatro di San Carlo a Napoli, Teatro Mariinskij di San Pietroburgo, Auditorium Parco della Musica di Roma, Teatro degli Arcimboldi di Milano, World Event Abu Dhabi, Teatro Carignano di Torino, Maiden Tower di Baku in Azerbaigian, Teatro Bibiena di Mantova, Festival di Ravello, Teatro Morlacchi di Perugia, International House of Music - Mosca, Beloselskih- Belozerskih Palace - San Pietroburgo, Conservatorio di Istanbul, Palazzo Reale di Milano, Auditorium della Radio Nazionala Slovacca – Bratislava, Ankara Piano Festival, Teatro del Giglio di Lucca, Open Air Theatre di Expo 2015 di Milano, Jaani Kirki's Cathedral - St. Petersburg, Child Philharmonia - Ekaterinburg, Philharmonia Triumph - Perm, State Institute of Arts - Krasnoyarsk, Energy Cultural Space - Novosibirsk, Teatro Cristallo di Bolzano, Teatro Colosseo di Torino, Teatro Duse di Bologna, Teatro Verdi di Firenze e molti altri.
Fondatore della Educational Music Academy, accademia musicale che nasce con l'obiettivo di dare voce ai giovani talenti musicali, compositori e interpreti, pianisti e musicisti, affiancandoli per realizzare i loro progetti a livello professionale.
Il maestro riscuote grandi successi nelle sue esibizioni dal vivo, non solo in Italia. Ne è testimonianza il tour che intraprende in Russia, con tappe a Mosca (International House of Music), e a San Pietroburgo (Beloselskih- Belozerskih Palace). Seguono i concerti a Barcellona, Bratislava, Ankara Piano Festival e Istanbul, dove tiene anche alcuni seminari e workshop presso l'ITU Turkish Music State Conservatory.
Spesso ospite de La Milanesiana di Elisabetta Sgarbi, ha tenuto vari concerti tra cui quello con Derek Walcott, Premio Nobel per la letteratura, e Mente Radiosa, scritto per la serata con Rita Levi-Montalcini, Premio Nobel per la medicina.

## Discografia

### Album in studio
- 1975 - Sonanze
- 1979 - Sei note in logica
- 1979 - The Ann Steel Album
- 1986 - Generazioni del cielo
- 1986 - Le lamentazioni di Geremia
- 1988 - Aurea carmina
- 1989 - Il segreto dell'alba
- 1990 - Un giorno X
- 1991 - Le mille e una notte
- 1992 - Angelus Rock
- 1996 - Tra cielo e terra
- 2001 - Arcana
- 2003 - Tempus fugit
- 2005 - Incontri con l'anima
- 2007 - Quarto tempo
- 2009 - Canone degli spazi
- 2010 - Ten Directions - Il lancio del pensiero
- 2014 - Alphabet
- 2015 - Tree of Life
- 2015 - Transarmonica
- 2016 - Atlas
- 2019 - Diapason
- 2023 - Invisible Rainbows

### Album dal vivo
- 2011 - Live from Milan

### Collaborazioni
- 2017 - T-Pain Second Chance (Don't Back Down)